# Art of Conflict
Art of Conflict es un documental estadounidense de 2012 dirigido por Valeri Vaughn y producido y narrado por Vince Vaughn acerca de los murales en Irlanda del Norte. The Art of Conflict examina el turbulento pasado de Irlanda del Norte expresado en un arte callejero único.
El documental se proyectó en el Festival Internacional de Cine de Chicago de 2012, en el Galway Film Fleadh y en el Festival de Cine de Denver. Fue estrenado en Netflix el 1 de junio de 2013.

## Reparto
- Gerry Adams
- Danny Devenny
- David Ervine
- Mark Ervine
- Jonathan McCormick
- Bill Rolston
- Owen Thomas

## Desarrollo
Le premisa del documental surgió cuando Vince Vaughn —de orígenes irlandeses— visitó Irlanda e Irlanda del Norte, donde notó la presencia «poderosa, impactante e inspiradora» de estilo de mural que «no habia visto antes». Su hermana, Valeri Vaughn, también se interesó en el proyecto, y ambos viajaron a Belfast para realizar la producción, que incluyó entrevistas a artistas y figuras locales.